# 브루스 보이틀러

브루스 보이틀러(영어: Bruce Beutler, 1957년 12월 29일 ~ )는 미국의 의사, 면역학자이다. 체내 면역시스템에 관한 연구로 노벨 생리의학상을 수상했다.

## 생애
브루스 보이틀러는 1957년 미국 일리노이주에서 태어나 남부 캘리포니아에서 자랐다. 1976년에 UCSD에서 학사 학위를 받았고, 1981년 시카고 대학교 의과대학에서 의사 자격을 취득하였다. 이후 2년간 텍사스 대학교 사우스웨스턴 메디컬센터에서 인턴과 레지던트 과정을 거쳤으며, 1983~1986년 뉴욕 록펠러 대학교에서 앤터니 세라미(Anthony Cerami)의 지도 하에 박사 후 과정 연구원으로 일하였다. 이 시기동안 그는 마우스 종양괴사인자(TNF)가 면역반응에 중요한 것을 알아내었다. 1986년 사우스웨스턴 메디컬센터로 돌아와 하워드 휴즈 의학연구소 연구원 겸 내과 교수로 일하였다. 1993~1998년 그는 전통적인 유전자 기법을 통해 포유동물의 지질다당류 수용체를 발견하였다. 2000년 캘리포니아주 라 호야의 스크립스 연구소로 옮겨 세계에서 가장 큰 마우스 유전자 변형 프로그램을 만들었으며, 순유전학 기법을 사용하여 TLR의 기작을 연구하였다. 2008년 미국 국립과학아카데미 회원으로 선출된 데 이어 2009년에는 유럽분자생물학기구(EMBO) 회원으로 선출되었다. 2011년 9월 사우스웨스턴 메디컬센터로 돌아와 숙주방어유전학센터 소장으로 일하고 있다.

## 노벨상 수상과 연구
면역은 선천성 면역과 적응성 면역으로 나뉘는데, 선천성 면역계는 병원체가 인체에 침투하였을 때 즉각 인지하고 반응하며, 적응성 면역계는 동일한 병원체가 침투하였을 때 해당 병원체를 기억하고 있다가 더 빠르고 강력하게 반응한다. 쥘 호프만은 TLR(Toll-like Receptor)가 미생물 단백질 감지기 역할을 하여 선천성 면역계가 작동하도록 유도한다는 사실을 밝혀냈고, 보이틀러는 마우스를 이용하여 TLR이 병원체를 직접 인식한다는 사실을 밝혀냈다. 이 공헌으로 2011년에 그는 노벨의학상을 수상하게 된다. 이를 계기로 선천성 면역이 단순한 염증 반응에 의한 것이 아니라 발달된 신호전달 체계에 의하여 조절된다는 인식의 전환이 이루어졌고, 면역계 활성 메커니즘이 밝혀짐으로써 자가면역질환이나 알레르기, 천식 같은 면역 질환의 효과적인 치료법이 개발되게 되었다.
미생물은 17세기에 레벤후크에 의해 발견되었다. 그리고 미생물과 감염의 관계는 19세기에 이르러서야 파스테르에 의해 발견되었다. 1891년 코흐의 학생이었던 리차드 파이퍼가 열로 사멸처리한 미생물을 기니피그에 주입하였을 때, 열과 염증반응이 일어나고 심할 경우 죽음까지 초래한다는 것을 관찰하였다. 그는 열에 안정한 이 미생물의 독성물질을 내독소라고 명명하였다.
미생물의 독성은 미생물 표면에 존재하는 지질다당류(lipopolysaccharide)에 의해서 일어난다. 특히 지질다당류의 지질A(Lipid A) 부분이 내독소를 만드는 주범이라고 밝혀져 있다. 보이틀러는 지질다당류가 활성화된 마우스의 대식세포(RAW 264.7)를 사용하여, 카켁틴이라는 물질을 측정하였다. (카켁틴은 내독소나 종양세포에 의해 생성되며 지방세포에 작용하여 지질다당류를 감소시키는 것으로 알려져 있다.) 이 세포를 단백질 정제를 통해 분리해내자 17.5 kD 위치에 카켁틴이 관찰되었다. 이것의 N-말단을 조사한 결과 사람의 종양괴사인자와 비슷하다는 것을 알 수 있었고, 결국 카켁틴이 마우스의 종양괴사인자일 것 이라고 결론짓게 되었다.
보이틀러는 여기서 종양괴사인자가 지질다당류가 일으키는 모든 독성과 관련 있는 것이 아닌가 생각하게 되었고, 정제된 종양괴사인자를 쥐에 직접 주사하여 보았다. 주사하자마자 쥐는 병들었고, 종양괴사인자가 지질다당류와 유사한 독성 효과를 나타낸다고 결론지었다. “그렇다면 종양괴사인자의 작용을 저해하면 지질다당류가 들어와도 마우스가 죽지 않을까?” 이런 생각을 기초로 한 실험 수행 결과, 생각처럼 완전히 내독소를 저해하지 못했지만 상당한 영향을 미침을 알게 되었다. 그 이후로 종양괴사인자와 관련된 기작이 여러 실험실에서 밝혀지기 시작하였다.
보이틀러는 C3H/HeJ 마우스를 사용하여 실험하였는데, 이 쥐는 지질다당류(LPS)에 저항성을 가진 쥐로써 LPS에 의해 일반적으로 생성되는 사이토카인을 만들지 못하는 쥐이다. 이 쥐를 보면 바이러스의 핵산, 세균의 플라젤린, 지질단백질에는 반응을 하지만 유일하게 그람 음성균의 지질다당류에만 반응을 하지 않는다.
1990년에 지질다당류를 인식하는데 CD14이 중요하다는 것이 밝혀졌다. 하지만 그것이 세포질로 전달되기 위해 필요한 정확한 신호과정은 밝혀지지 않았었다. 단지 NF-κB 경로의 활성화를 통해 유전자 발현이 활성화되어 종양괴사인자가 생성된다는 것만 알려졌었다. 보이틀러는 C3H/HeJ와 C3H/HeN 두 쥐를 교차면역반응도 시켜보고, cDNA를 세포감염도 시켜보고, 단백질 수준에서 비교도 해보았지만 거의 성과가 없었다. 그러다가 유전자 매핑과 물리적 매핑, 유전자 탐색, 돌연변이 탐색으로 방향을 전환하였다. 그는 먼저 BAC과 YAC을 사용하여 변이된 유전자 부분의 서열을 시퀀싱하기 시작하였다. 그러던 중 DNA에서 Tlr4라는 부분을 발견하게 되었고, 이 부분이 인간의 IL-1과 비슷한 형태를 하고 있음을 알게 되었다. 이로써 아마 IL-1과 Tlr4가 비슷한 경로를 따라서 작동하지 않을까 하고 생각하게 되었다. 그리고 C3H/HeJ와 같은 증상을 보이는 C57BL/10ScCr 마우스를 노던 블롯과 RT-PCR한 결과 Tlr4가 없다는 것이 관찰되었다.
이제 과연 지질다당류와 톨 유사 수용체가 직접적인 접촉을 일으키느냐는 의문이 남아있었다. 이는 MD-2부분의 역할로 인해 밝혀졌다. 그는 MD-2라는 부분이 톨 유사 수용체4(TLR4) 옆에 붙는 다는 것을 알아내었고, 지질다당류가 MD-2 주머니 안에 들어가며 TLR4 골격에 일부 접촉하는 것을 밝혀내었다.
또 톨 유사 수용체가 다른 미생물의 리간드 인식에도 관여 되지 않을까라는 생각을 하게 되었고, 톨 유사 수용체를 하나씩 없애는 실험을 통하여 특이적으로 인식하는 것을 알게 되었다.
쥐의 TLR4가 있듯이, 식물에는 XA21이 초파리에는 Toll이 있음이 밝혀지게 되었다. 이제 우리는 톨 유사 수용체가 면역체계에서 중요한 역할을 차지하고 있으며 아래의 메커니즘을 통해서 신호전달이 일어나는 것을 알게 되었다.